# Basilica Alexandrina
Die Basilica Alexandrina war ein Bauvorhaben, das von Alexander Severus in Rom begonnen worden sein soll, vermutlich aber nie ausgeführt wurde.
Laut der Historia Augusta ließ Alexander Severus die Basilika zwischen dem Marsfeld und der Saepta des Agrippa errichten, erlebte aber ihre Fertigstellung nicht mehr. Die Basilika soll 100 römische Fuß breit und 1000 Fuß lang gewesen sein, maß also rund 30 × 300 Meter. Das ganze Gebäude soll auf Säulen geruht haben. 
Der entsprechende Bereich zwischen Marsfeld östlich der Via del Corso und Saepta war zur Zeit des Alexander Severus komplett bebaut, so dass für ein derartiges Bauvorhaben kaum Platz bestanden haben kann. Daher handelt es sich wahrscheinlich bei dem Gebäude um eine Erfindung des Autors der Historia Augusta oder seiner Quelle.

## Quelle
- Historia Augusta, Alexander Severus 26,7